# Grace and Frankie
Grace and Frankie è una sitcom statunitense, creata da Marta Kauffman e Howard J. Morris e con protagoniste Jane Fonda e Lily Tomlin.

## Trama
Grace e Frankie sono due donne che hanno superato i settanta anni di età, ed hanno da sempre un rapporto conflittuale per via dei loro differenti stili di vita; la prima snob e cinica, l'altra hippy e stravagante. La loro esistenza viene scombussolata quando i rispettivi mariti, soci in affari da oltre vent'anni, fanno coming out confessando di amarsi da anni e di volersi sposare. Tornate single, le due donne sono costrette a vivere assieme ed aiutarsi a vicenda, così da cominciare un nuovo capitolo della loro vita che le porterà a riscoprirsi come donne e come amiche.

## Episodi
| Stagione         | Episodi | Pubblicazione USA | Pubblicazione Italia |
| ---------------- | ------- | ----------------- | -------------------- |
| Prima stagione   | 13      | 2015              | 2015                 |
| Seconda stagione | 13      | 2016              | 2016                 |
| Terza stagione   | 13      | 2017              | 2017                 |
| Quarta stagione  | 13      | 2018              | 2018                 |
| Quinta stagione  | 13      | 2019              | 2019                 |
| Sesta stagione   | 13      | 2020              | 2020                 |
| Settima stagione | 16      | 2021-2022         | 2021-2022            |

## Personaggi e interpreti

### Personaggi principali
- Grace Hanson (stagione 1-7), interpretata da Jane Fonda, doppiata da Maria Pia Di Meo.
- Frances "Frankie" Bergstein (stagione 1-7), interpretata da Lily Tomlin, doppiata da Fabrizia Castagnoli.
- Sol Bergstein (stagione 1-7), interpretato da Sam Waterston, doppiato da Saverio Moriones (st. 1-2 e 4-6), da Enzo Avolio (st. 3) e da Gianni Giuliano (st. 7).
- Robert Hanson (stagione 1-7), interpretato da Martin Sheen, doppiato da Gino La Monica.
- Mallory Hanson (stagione 1-7), interpretata da Brooklyn Decker, doppiata da Francesca Manicone.
- Coyote Bergstein (stagione 1-7), interpretato da Ethan Embry, doppiato da Roberto Certomà.
- Brianna Hanson (stagione 1-7), interpretata da June Diane Raphael, doppiata da Roberta Pellini.
- Nwabudike "Bud" Bergstein (stagione 1-7), interpretato da Baron Vaughn, doppiato da Massimo Triggiani.
- Jessica, (stagione 6-7), interpretata da Christine Woods.

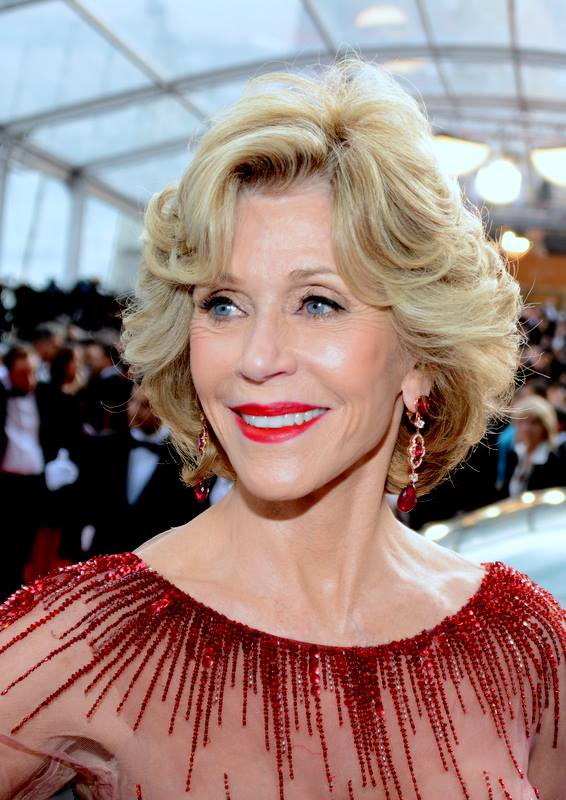
Jane Fonda interpreta Grace Hanson
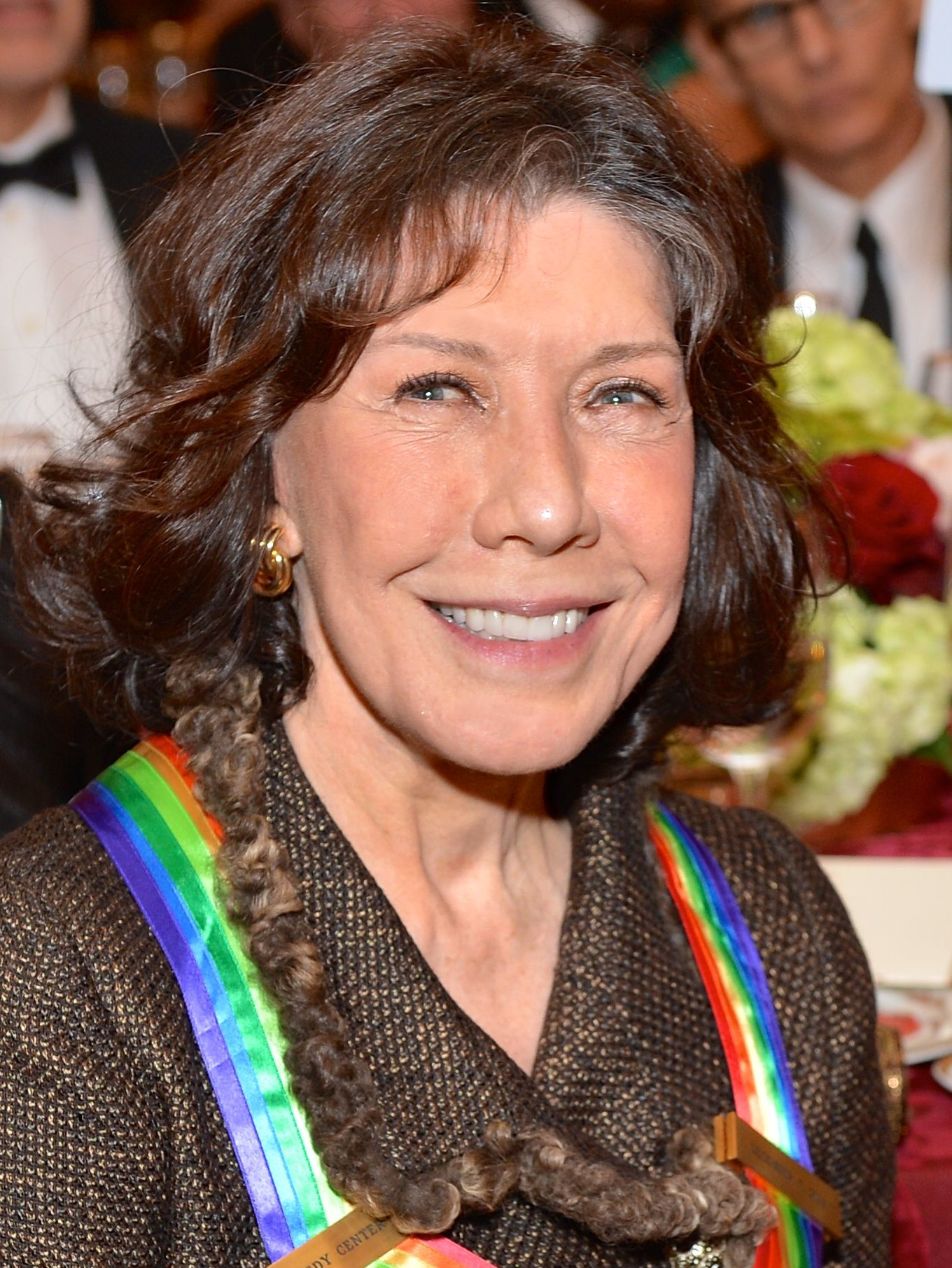
Lily Tomlin interpreta Frankie Bergstein
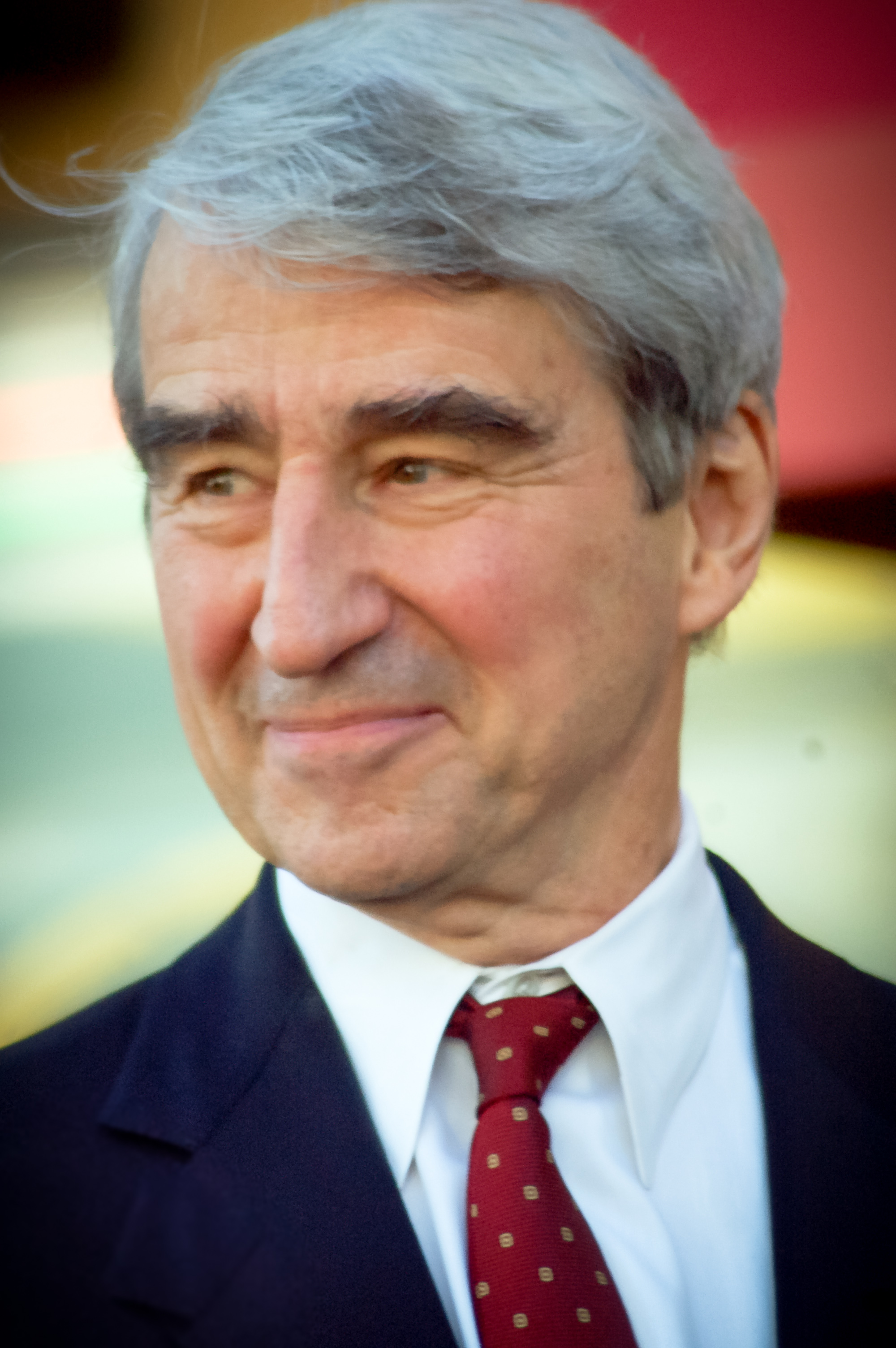
Sam Waterston interpreta Sol Bergstein
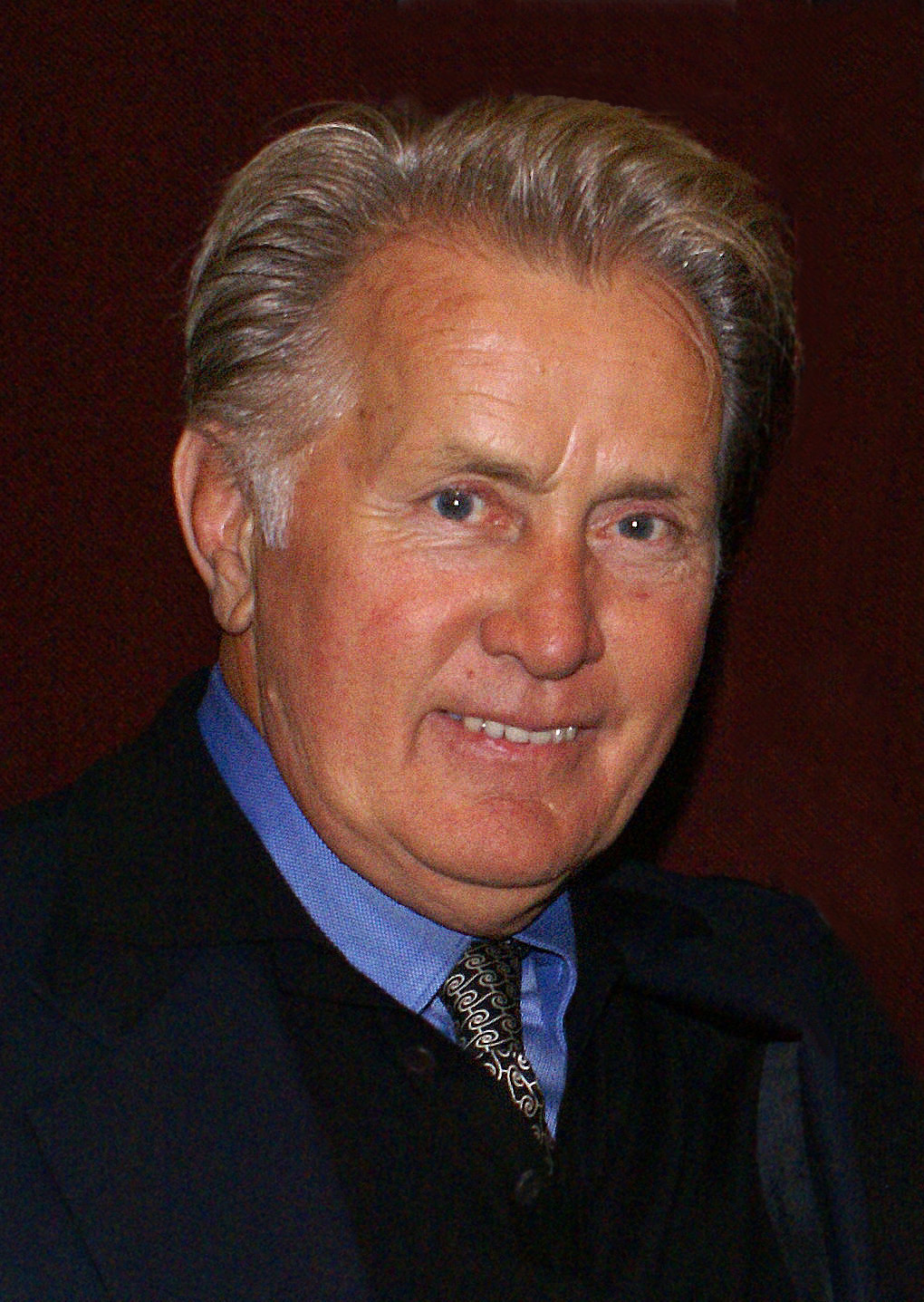
Martin Sheen interpreta Robert Hanson
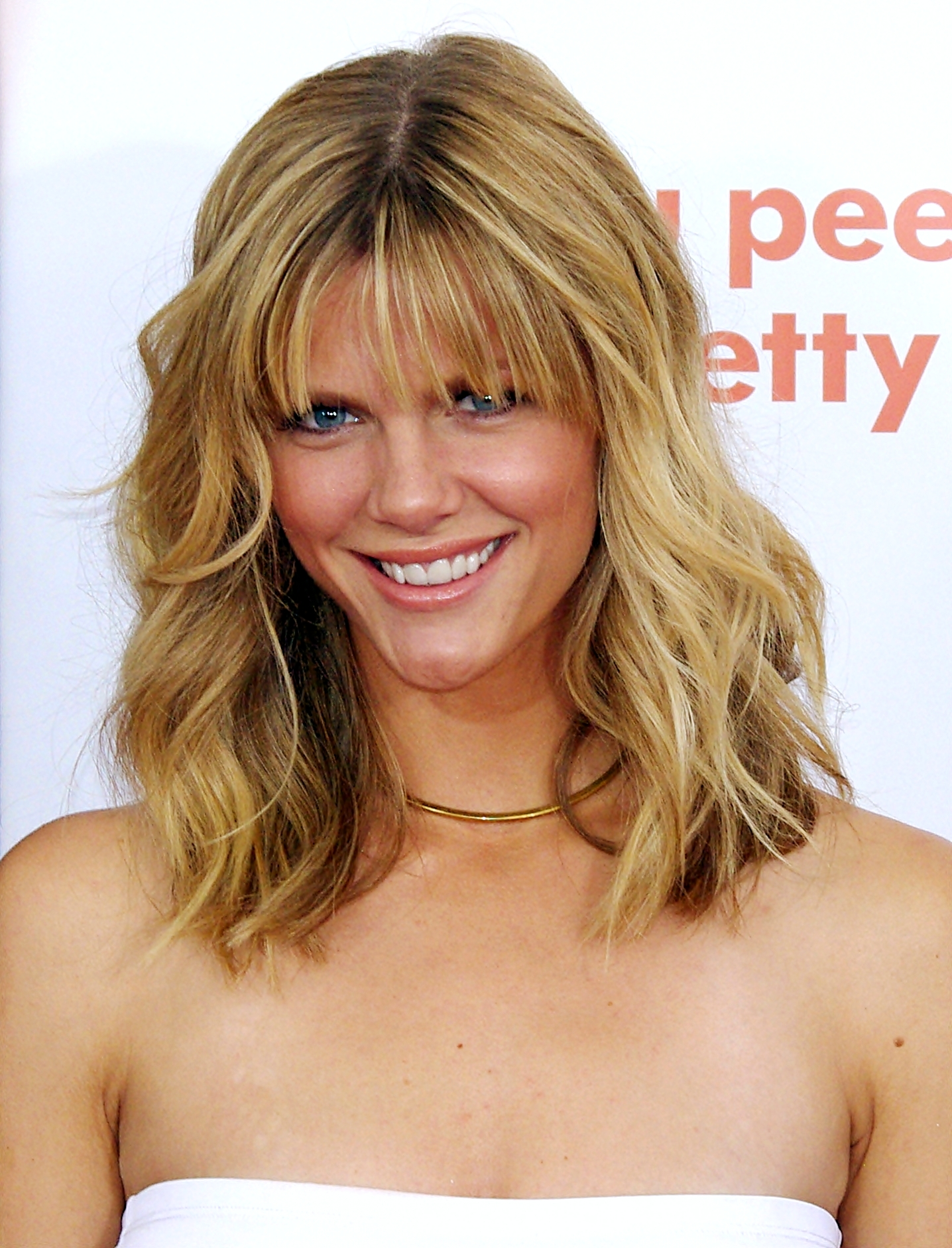
Brooklyn Decker interpreta Mallory Hanson
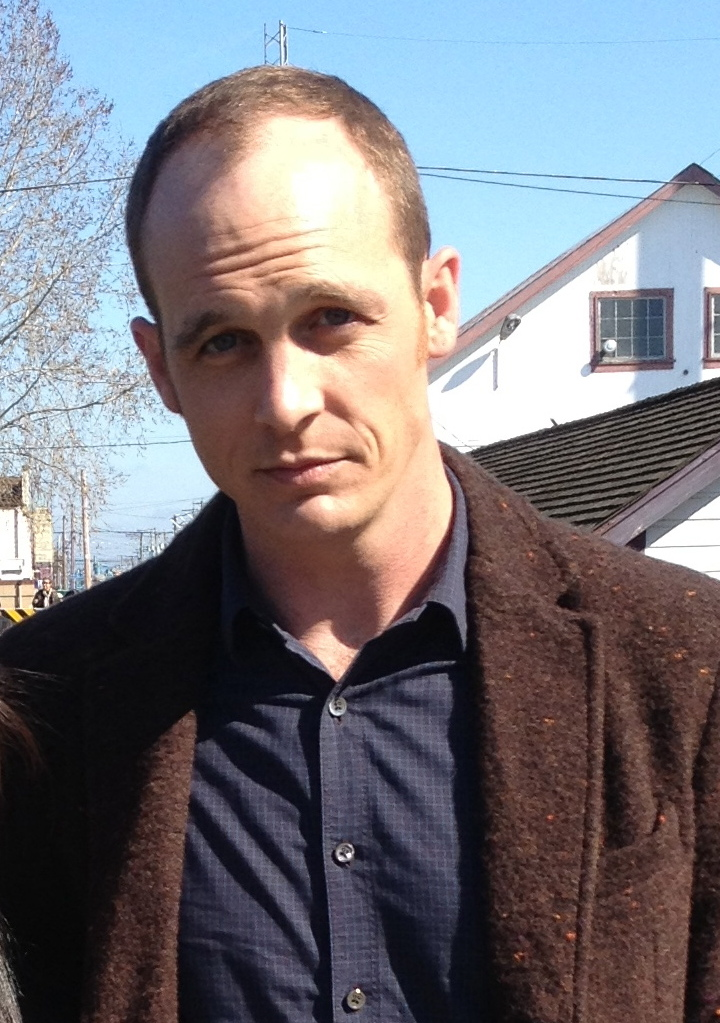
Ethan Embry interpreta Coyote Bergstein
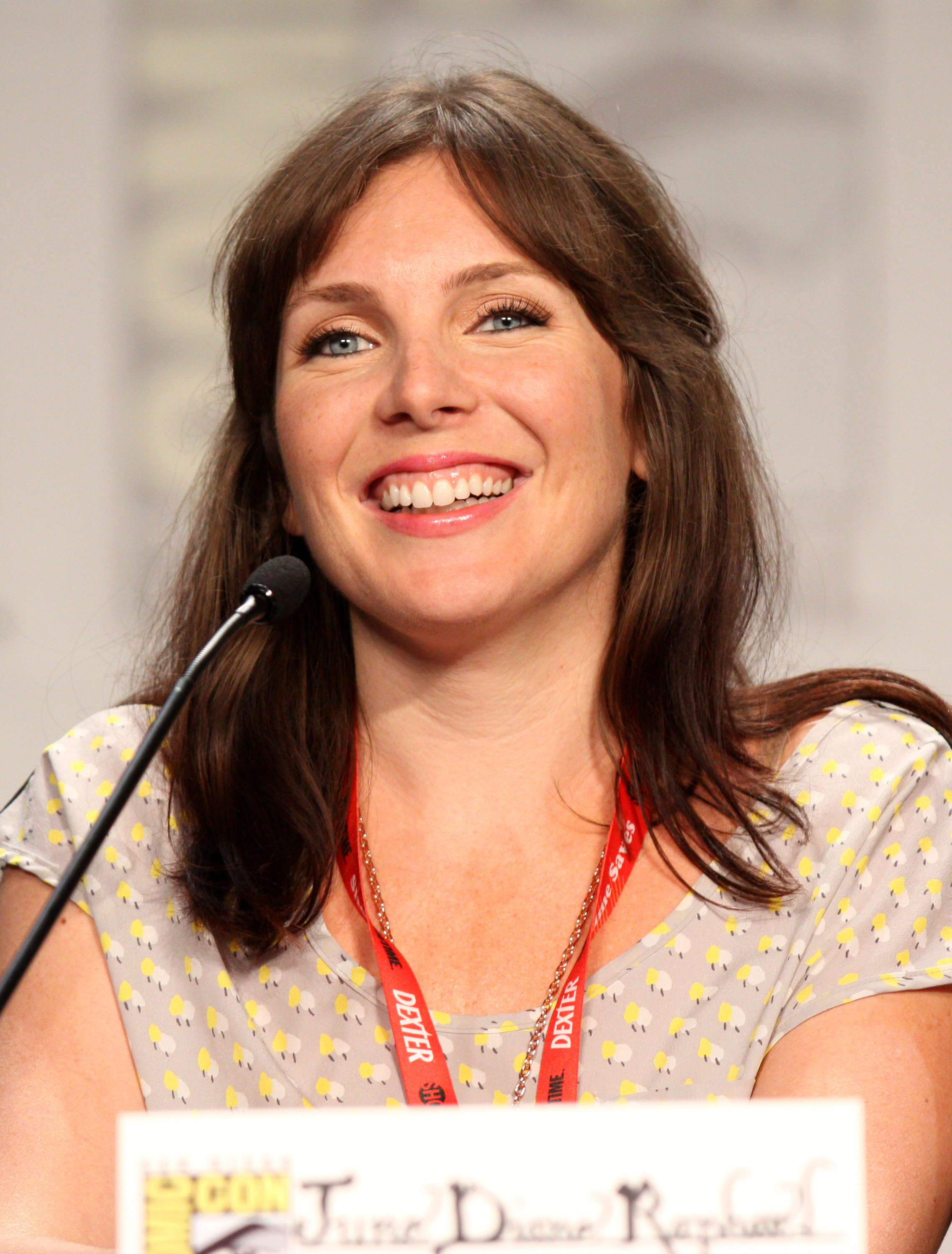
June Diane Raphael interpreta Brianna Hanson
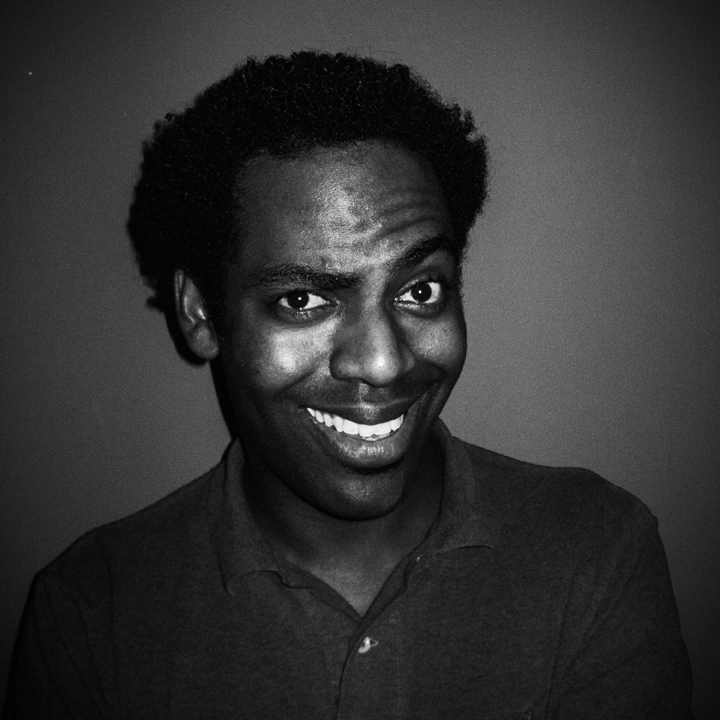
Baron Vaughn interpreta Nwabudike "Bud" Bergstein

### Personaggi secondari
- Mitch (stagioni 1, 3), interpretato da Geoff Stults, doppiato da Fabrizio Russotto.
- Byron (stagione 1), interpretato da Timothy V. Murphy.
- Guy (stagione 1), interpretato da Craig T. Nelson, doppiato da Fabrizio Temperini.
- Jacob (stagioni 1-4; 6), interpretato da Ernie Hudson, doppiato da Paolo Marchese.
- Barry (stagione 1-7), interpretato da Peter Cambor, doppiato da Emiliano Reggente.
- Peter (stagione 1-7), interpretato da Tim Bagley, doppiato da Maurizio Reti e da Francesco Prando (ep. 2x09)
- Phil Millstein (stagione 2), interpretato da Sam Elliott, doppiato da Silvio Anselmo (ep. 2x04) e da Bruno Alessandro.
- Allison (stagione 3-7), interpretata da Lindsey Kraft, doppiata da Eleonora Reti.
- Nick Skolka (stagione 3-7), interpretato da Peter Gallagher, doppiato da Francesco Prando.
- Sheree (stagione 4), interpretata da Lisa Kudrow, doppiata da Rossella Acerbo.
- Teddie (stagione 4), interpretata da Talia Shire, doppiata da Vittoria Febbi.
- Roy (stagione 4-5), interpretato da Mark Deklin.
- Benjamin Le Day (stagione 5), interpretato da RuPaul, doppiato da Leonardo Graziano.
- Leo (stagione 5), interpretato da Paul Michael Glaser, doppiato da Gerolamo Alchieri.
- Kareena G (stagione 5), interpretata da Nicole Richie, doppiata da Valentina Mari.

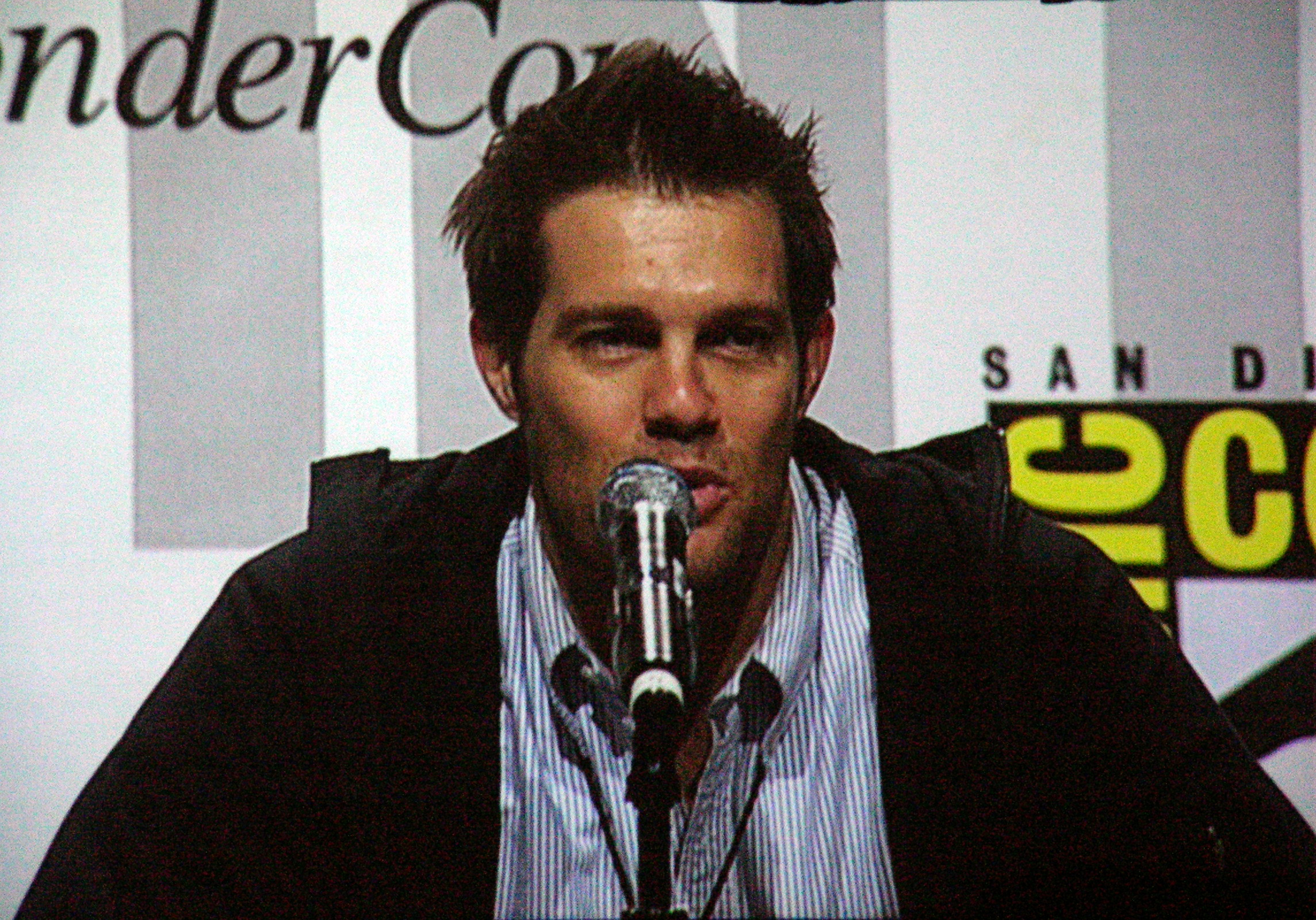
Geoff Stults interpreta Mitch
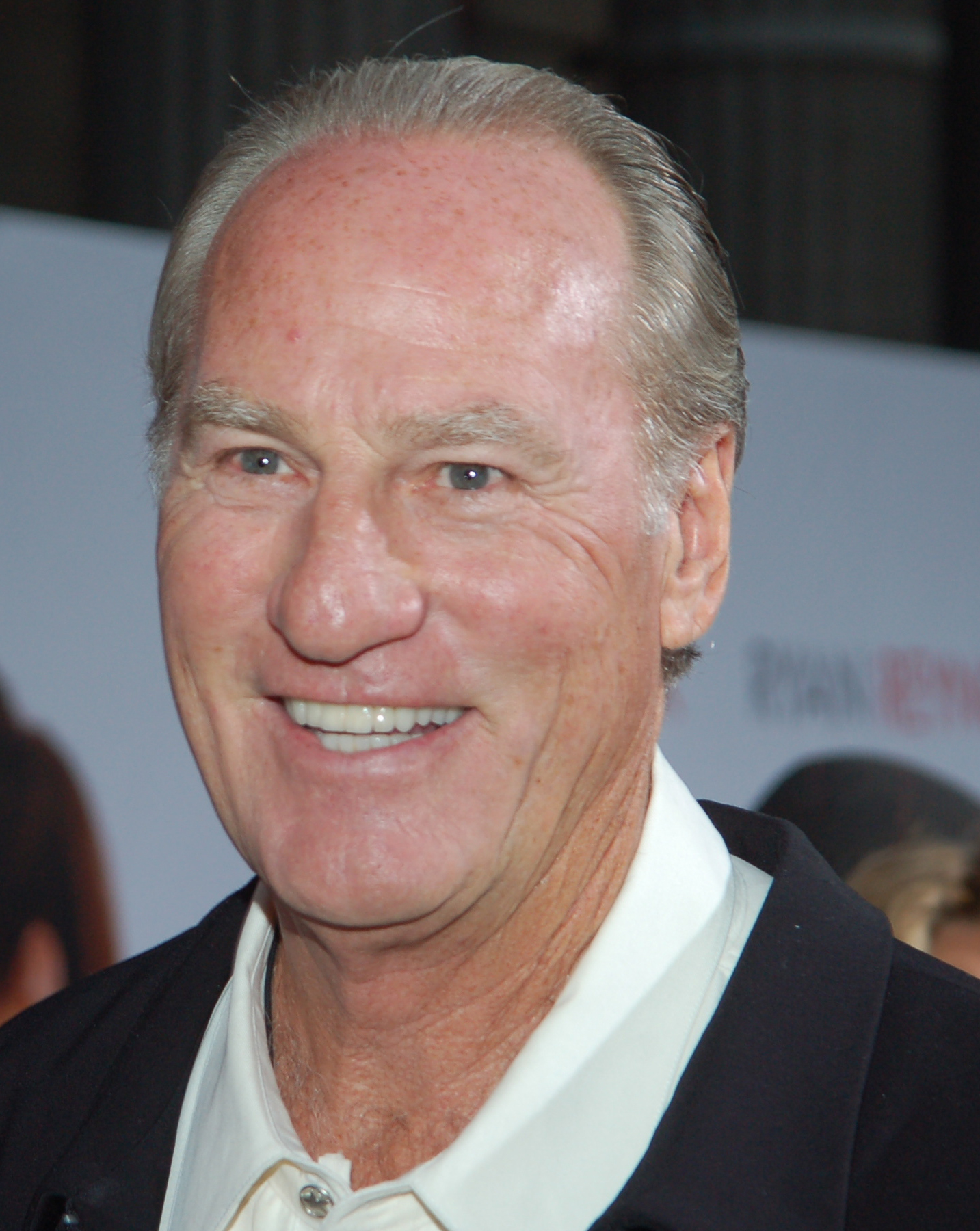
Craig T. Nelson interpreta Guy
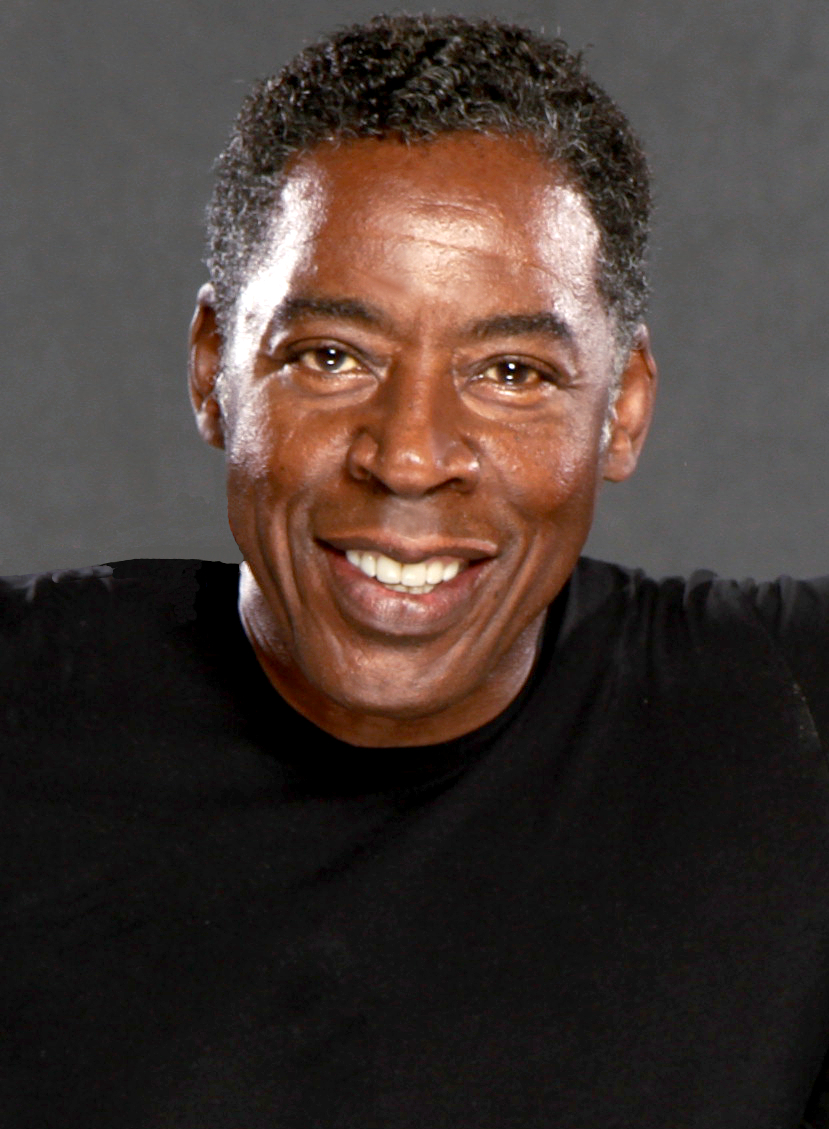
Ernie Hudson interpreta Jacob
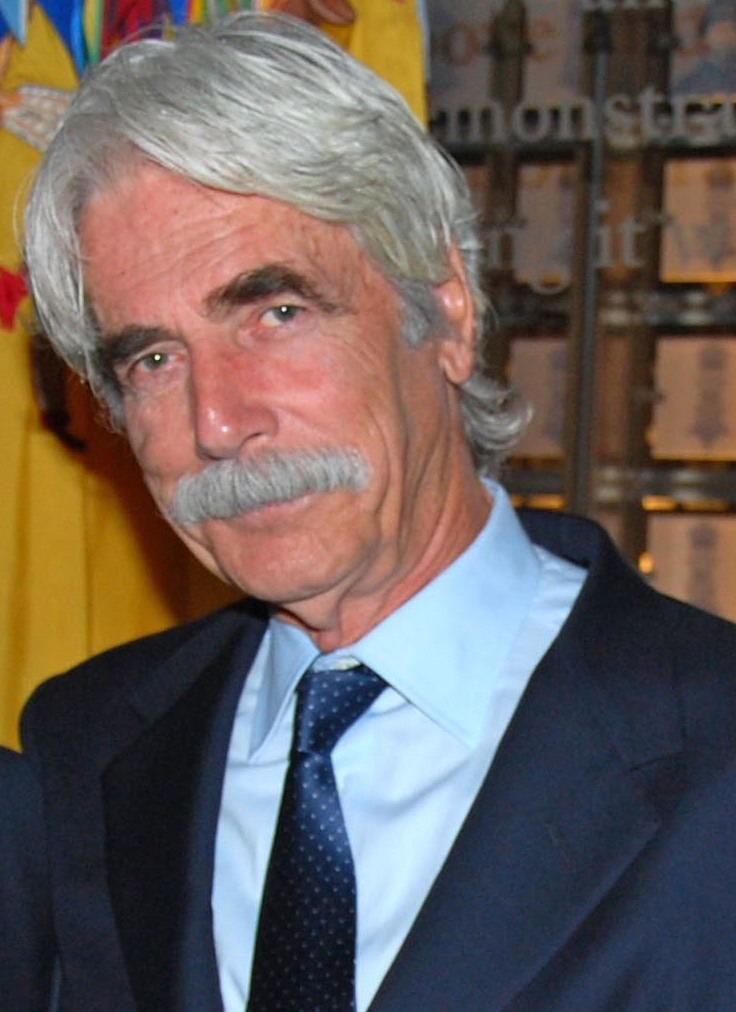
Sam Elliott interpreta Phil Milstein
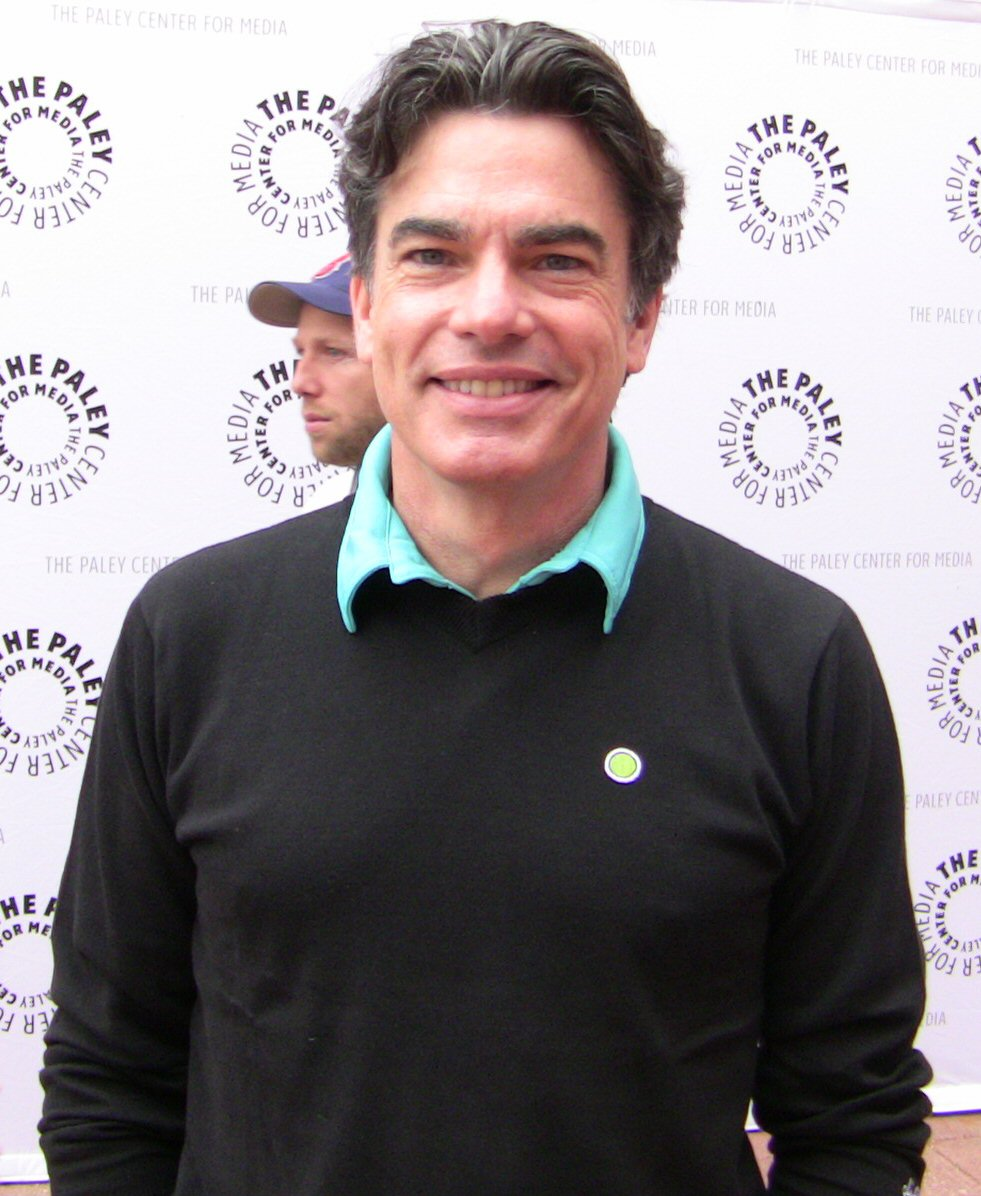
Peter Gallagher interpreta Nick Skolka
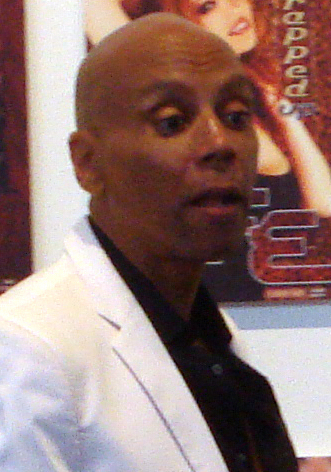
RuPaul interpreta Benjamin Le Day
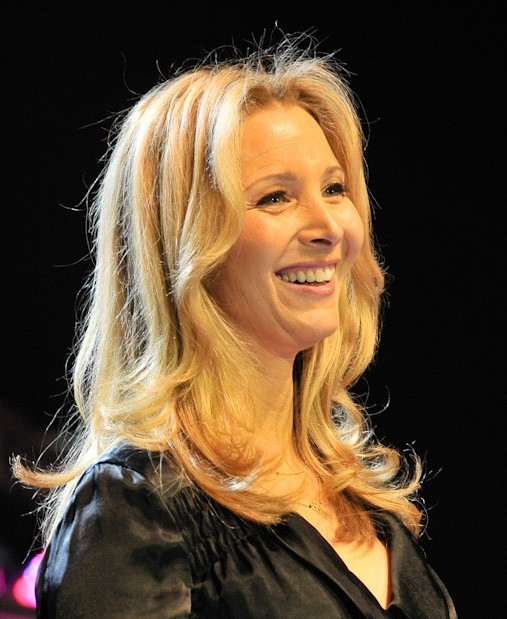
Lisa Kudrow interpreta Sherree
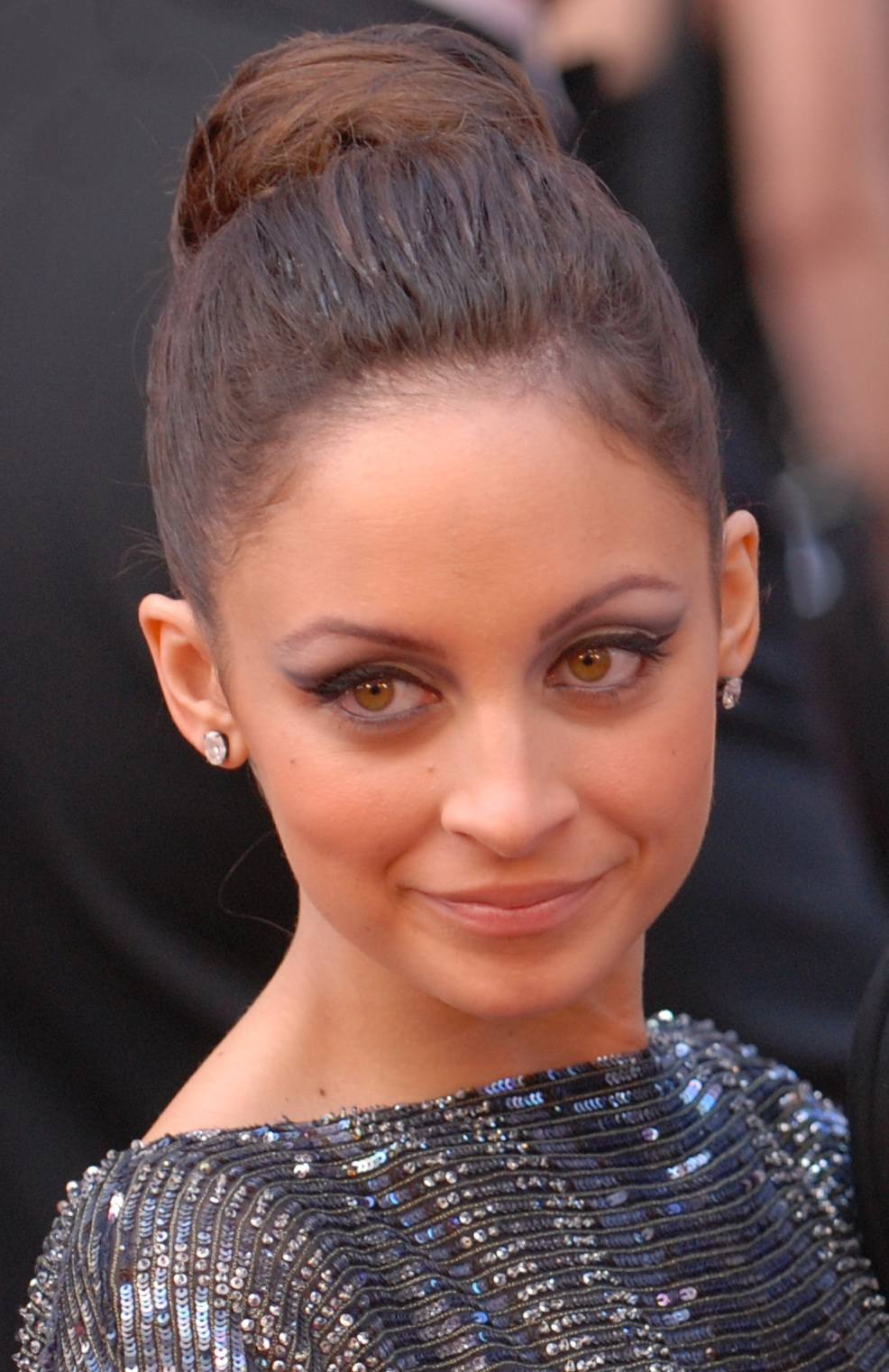
Nicole Richie interpreta Kareena G

## Produzione
La serie è prodotta da Skydance Productions.
Il brano della sigla iniziale è Stuck in the Middle with You interpretato da Grace Potter.
Nel marzo 2014 il servizio streaming Netflix ha ordinato per la serie una prima stagione, le cui riprese hanno avuto luogo a Los Angeles da agosto a novembre 2014. Tutti e tredici gli episodi che la compongono sono disponibili negli Stati Uniti su Netflix dall'8 maggio 2015, e in Italia sempre su Netflix dal 22 ottobre dello stesso anno.
Il 26 maggio 2015, Netflix ha rinnovato la serie per una seconda stagione, prodotta nel corso dello stesso anno e disponibile dal 6 maggio 2016.
Il 10 dicembre 2015, Netflix ha rinnovato la serie per una terza stagione, disponibile dal 24 marzo 2017.
Il 12 aprile 2017, la serie è stata rinnovata per una quarta stagione, disponibile dal 19 gennaio 2018 e con la presenza di Lisa Kudrow nel cast principale.
Il 15 febbraio 2018, la serie viene rinnovata per una quinta stagione, con RuPaul nel cast. È disponibile dal 18 gennaio 2019. In concomitanza con l'uscita della quinta stagione, Netflix estende la serie anche ad una sesta stagione, disponibile dal 15 gennaio 2020.
Nell’agosto 2019 la serie viene rinnovata anche per una settima e conclusiva stagione, in uscita nel 2021.

### Casting
Nel mese di giugno del 2014, Martin Sheen entra nel cast della serie nel ruolo di Robert, il marito di Grace. Il mese seguente, Sam Waterston è stato scelto nel ruolo di Sol, il marito di Frankie. June Diane Raphael e Baron Vaughn sono stati poi aggiunti al cast, con Raphael nel ruolo di Brianna, la figlia maggiore di Grace e Robert, mentre Vaughn nel ruolo di Nwabudike, figlio di Frankie e Sol. Poco dopo, Ethan Embry e Brooklyn Decker sono stati ingaggiati nei restanti ruoli della serie. Embry si unì al ruolo di Coyote, mentre Decker nel ruolo di Mallory, la figlia minore di Grace e Robert e sorella di Brianna. Nell'ottobre 2015 è stato annunciato che Sam Elliott sarebbe apparso nella seconda stagione. Nell'aprile 2017 è stato riferito che Lisa Kudrow apparirà nella quarta stagione come Sheree. Il 15 febbraio 2018, RuPaul è entrato nel cast della quinta stagione nel ruolo di Benjamin Le Day, un rivale di Grace e Frankie.

### Riprese
La riprese della prima stagione si sono iniziate a Los Angeles, all'inizio di agosto 2014 e si sono concluse a fine novembre. La riprese della seconda stagione sono iniziate a luglio 2015 e si sono concluse a novembre dello stesso anno.

## Accoglienza

### Prima stagione
La prima stagione della serie è stata accolta in maniera mista dalla critica. Sull'aggregatore di recensioni Rotten Tomatoes ha un indice di gradimento del 56% con un voto medio di 6,42 su 10, basato su 39 recensioni, mentre su Metacritic ha un punteggio di 58 su 100, basato su 27 recensioni.

### Seconda stagione
La seconda stagione è stata accolta positivamente dalla critica. Su Rotten Tomatoes ha un indice di gradimento dell'89% con un voto medio di 7,23 su 10, basato su 9 recensioni. Su Metacritic, invece, ha un punteggio di 62 su 100, basato su 6 recensioni. Jasef Wisener di TVOvermind ha dato alla seconda stagione un punteggio di 4,5 su 5, definendola "sentita e esilarante" e "un enorme miglioramento rispetto alla prima stagione, a volte fiacca".

### Terza stagione
La terza stagione è stata acclamata dalla critica. Su Rotten Tomatoes ha un indice di gradimento del 100% con un voto medio di 7,5 su 10, basato su 7 recensioni.

### Quarta stagione
Ben Travers di Indiewire ha dato una recensione positiva alla quarta stagione scrivendo "Tomlin e Fonda devono trovare dell'umorismo in momenti strazianti e viceversa. Sono ovviamente all'altezza del compito, soprattutto negli ultimi tre episodi, che hanno dato vita a un finale forte e sorprendente".

## Riconoscimenti
La serie ha ricevuto 31 nomination a vari premi tra cui: 7 candidature ai Premi Emmy nel 2015, 2016 e 2017 e 1 candidatura ai Golden Globe 2015.

### Vinti
- 2015 - OFTA Awards[36]
  - Miglior attrice in una serie commedia a Jane Fonda